# Naruyuki Naito
Naruyuki Naito (内藤 就行, Naito Naruyuki, Nara, 9 november 1967) is een Japans voormalig voetballer die als verdediger speelde.

## Clubcarrière
In 1986 ging Naito naar de Chukyo University, waar hij in het schoolteam voetbalde. Nadat hij in 1990 afstudeerde, ging Naito spelen voor Honda. Hij tekende in 1992 bij Kashima Antlers. Met deze club werd hij in 1996 en 1998 kampioen van Japan. In 8 jaar speelde hij er 148 competitiewedstrijden en scoorde 3 goals. Naito speelde tussen 2000 en 2003 voor FC Tokyo, Avispa Fukuoka en Volca Kagoshima. Naito beëindigde zijn spelersloopbaan in 2003.

## Statistieken

### J.League
| Seizoen | Club            | Competitie | J.League | J.League | J.League Cup | J.League Cup | Totaal | Totaal |
| Seizoen | Club            | Competitie | Wed.     | Dlp.     | Wed.         | Dlp.         | Wed.   | Dlp.   |
| ------- | --------------- | ---------- | -------- | -------- | ------------ | ------------ | ------ | ------ |
| 1992    | Kashima Antlers | J1 League  | -        | -        | 6            | 0            | 6      | 0      |
| 1993    | Kashima Antlers | J1 League  | 4        | 0        | 0            | 0            | 4      | 0      |
| 1994    | Kashima Antlers | J1 League  | 15       | 1        | 0            | 0            | 15     | 1      |
| 1995    | Kashima Antlers | J1 League  | 32       | 0        | -            | -            | 32     | 0      |
| 1996    | Kashima Antlers | J1 League  | 30       | 1        | 9            | 0            | 39     | 1      |
| 1997    | Kashima Antlers | J1 League  | 20       | 0        | 11           | 0            | 31     | 0      |
| 1998    | Kashima Antlers | J1 League  | 28       | 1        | 5            | 1            | 33     | 2      |
| 1999    | Kashima Antlers | J1 League  | 19       | 0        | 3            | 0            | 22     | 0      |
| 2000    | FC Tokyo        | J1 League  | 27       | 1        | 2            | 0            | 29     | 1      |
| 2001    | FC Tokyo        | J1 League  | 11       | 0        | 2            | 0            | 13     | 0      |
| 2001    | Avispa Fukuoka  | J1 League  | 10       | 0        | 0            | 0            | 10     | 0      |
| 2002    | Avispa Fukuoka  | J2 League  | 27       | 1        | -            | -            | 27     | 1      |
| Totaal  | Totaal          | Totaal     | 123      | 5        | 38           | 1            | 161    | 6      |